# Eugenio Porta
Eugenio Porta (Genova, 10 giugno 1924 – Genova, 12 novembre 2007) è stato un avvocato italiano, fondatore dell'ANTI e cofondatore dell'Aeranti.

## Biografia
La sua competenza di avvocato esperto in diritto della radiodiffusione lo portò ad essere, nel 1974, tra coloro che diedero vita alla prima associazione rappresentativa dell'emittenza radiofonica e televisiva locale privata in Italia. Nel corso della lunga attività professionale si occupò di numerose problematiche legali patrocinando in Cassazione, trattando tematiche legate ai rapporti tra le emittenti e le istituzioni, controversie e accordi con le società degli autori ed editori, tra cui la SIAE, oltre che alle controversie tra le emittenti radiofoniche e televisive private. 
Nel corso degli anni settanta si occupò, tra l'altro, della difesa delle emittenti Telegenova, TeleBiella e Radio Milano International e molte altre con competenza e vigore ponendo in essere, con le sentenze, precedenti importanti nella lotta per la liberalizzazione dell'emittenza radiotelevisiva italiana e per la nascita della tv via cavo.
Promosse l'iniziativa che ha portato alla sentenza della Corte costituzionale n. 202 del 1976 con la quale è iniziata l'eliminazione del monopolio televisivo pubblico.
Dalla sua fondazione al 2001 è stato presidente dell'ANTI quando, in seguito alla fusione con l'AER, è stato nominato presidente onorario della nuova associazione rappresentativa dell'emittenza, AERANTI. 
È morto all'età di 83 anni il 12 dicembre del 2007.